# Росиос, Александрос
Александрос Ро́сиос (греч.  Αλέξανδρος Ρόσιος), известный также под партизанским псевдонимом Ипсилантис (греч.  Υψηλάντης; 1917, Сьятиста — 30 августа 2005, Афины) — греческий офицер, командир партизанских соединений Народно-освободительной армии Греции  (ЭЛАС) и генерал-майор Демократической армии Греции.
Атаку, предпринятую в 1946 году группой самообороны Росиоса против милиции монархистов и жандармерии в предгорьях Олимпа, в городе Литохоро, Центральная Македония в греческой историографии принято считать началом Гражданской войны в Греции:Α-295.
Деятель Коммунистической партии Греции и (в конце своей жизни) Всегреческого социалистического движения.

## Молодость
Александрос Росиос родился в городе Сьятиста, Западная Македония, в семье учителя Николаоса Росиоса. Учился на философском факультете Аристотелева университета в Салониках, после чего окончил военное училище офицеров-резервистов на острове Сирос. С началом греко-итальянской войны, в октябре 1940 года был призван в действующую армию, где, командуя ротой, принял участие в освобождении Северного Эпира.

## Сопротивление
С началом тройной, германо-итало-болгарской, оккупации Греции, Росиос вступил в, созданный по инициативе компартии Греции, Национально-освободительный фронт Греции (ЭАМ), а затем в его военное крыло Народно-освободительную армию Греции. Стал известен под партизанским псевдонимом «капитан Ипсилантис». Командовал одним из подразделений Группы дивизий Македонии. В эти годы вступил в компартию Греции. Деятельность Росиоса отмечена в истории партизанского движения рядом успешных операций, включая его участие в бою при Фардикампос 6 марта 1943 года, в котором были взяты в плен 621 итальянских солдат и офицеров. Одновременно, его успехи на поле боя послужили поводом для ряда военных преступлений и зверств оккупационных войск, таких как Резня в Клисуре в апреле 1944 года.

## После освобождения
После Варкизского соглашения 1945 года, Росиос был преследуем английскими войсками, жандармерией и милицией монархистов. В Сьятисте была организована облава по его поимке, но с помощью земляков ему удалось прорваться через кольцо облавы в горы. Впоследствии он добрался до Салоник, где действовал в подполье.

## Атака на Литохоро — начало Гражданской войны
Атака, которую Росиос совершил на городок Литохоро у подножия Олимпа ночью 30 марта 1946 года, в греческой историографии принято считать сознательным актом начала Гражданской войны в Греции, за день до парламентских выборов. Сам Росиос, в своих мемуарах, категорически отвергает это утверждение и пишет, что эта операция была по существу актом самообороны. 
Росиос пишет, что он скрывался в Салониках, где вступил в группы самообороны. Он был запрошен в конце марта 1946 года бывшим командиром 10-й дивизии ЭЛАС, Кикицосом, о возможности операции на Олимпе, с целью нейтрализации банды монархистов, терроризировавшей бывших бойцов Сопротивления и их семьи. Росиос пишет, что целью атаки была именно банда и только по стечению обстоятельств затронула группу жандарм, прибывших в город, по случаю выборов. Следовательно, пишет Росиос, атака не имела отношению к выборам и, «атакуя Литохоро, мы хотели преподать урок банде, которую мы и уничтожили. Литохоро был среди наших актов самообороны против террора правых». В результате атаки группы, состоящей примерно из тридцати бывших партизан ЭЛАС, руководимых Росиосом, был сожжён участок жандармерии города и было убито 11 жандармов. 

## Гражданская война
В ходе гражданской войны (1946—1949), Росиос был командиром партизанских соединений Демократической армии Греции, после чего, в звании полковника ДАГ, стал одним из руководителей Школы офицеров в горах:860.
В последних сражениях ДАГ в 1948—1949 годах в горах Вици, Западная Македония и в звании генерал-майора ДАГ, командовал X дивизией:867. 

## В эмиграции
После поражения Демократической армии её бойцы нашли политическое убежище в социалистических странах Восточной Европы. Росиос, в числе тысяч бойцов ДАГ, оказался в далёком Ташкенте. Одним из результатов поражения стала обострившаяся внутрипартийная борьба. Первоначально Росиос был сторонником генсека партии Н. Захариадиса, в его противостоянии с М. Вафиадисом, М. Парцалидисом, Л. Апостолу и Х. Хадзивасилиу. 
Однако вскоре он стал одним из самых фанатичных противников Захариадиса. Тем не менее, Росиос вступил в конфликт и с новым руководством КПГ и генсеком К. Колияннисом и примкнул к образовавшейся партийной оппозиции, во главе которой встал М. Вафиадис. Как следствие, Росиос был исключён из КПГ и, за нарушение общественного порядка на территории СССР, был выслан советскими властями в северный Казахстан.

## Возвращение в Грецию и последние годы жизни
Росиос вернулся в Грецию после получения амнистии в 1976 году. Будучи отчуждённым от компартии, Росиос вступил в руководимое А. Папандреу Всегреческое социалистическое движение (ПАСОК) и стал членом его ЦК. В 1981 году он был назначен на государственную должность окружного правителя в Месолонгионе. При поддержке правительства социалистов, Росиос написал и издал свои мемуары, под заголовком «На крыльях мечты»
Умер в Афинах в 2005 году.

## Память
Именем Александроса Росиоса муниципалитет Сьятисты назвал улицу его родного города.